# CanSat
CanSat er et koncept, hvor studerende eller elever bygger en lille satellit ud af en sodavandsdåse og en mikrocontroller. En CanSat er ikke en rigtig satellit, fordi den ikke sendes i kredsløb om Jorden - CanSats sendes i stedet op i luften med raket, drone eller ballon, hvorefter den frigøres og falder ned med faldskærm.
CanSats er de seneste år verden over blevet anvendt til undervisning i rumteknologi, elektronik og programmering.
I CanSat-konkurrencer kræves det, at nyttelasten passer ind i volumenet på en typisk sodavandsdåse (66 mm i diameter og 115 mm i højde) og har en masse på under 350 g - deraf navnet ("can" betyder "dåse" på engelsk). Antenner kan monteres eksternt, men diameteren må ikke overstige 66 mm, før CanSatten har forladt sin løfteraket/drone/ballon. Til de internationale konkurrencer opsendes CanSats typisk med en mindre raket, og udskydes omkring rakettens toppunkt, der varierer afhængigt af konkurrencen.  CanSats er udstyret med et system, der tillader dem at lande blødt, normalt en faldskærm, så den kan bruges igen.

## Historie
I 1998 mødtes omkring 50 studerende fra 12 universiteter fra USA og Japan til et symposium afholdt på Hawaii. Det var det første "University Space Systems Symposium". Her foreslog Bob Twiggs, professor emeritus ved Stanford University, den oprindelige idé til, hvad der senere ville blive til CanSat-konceptet. Idéen var at sende en struktur på størrelse med en sodavandsdåse ud i rummet. Dens volumen skulle være omkring 350 ml og massen ca. 500 gram. Dette førte til et projekt, der startede i 1999, kaldet ARLISS, der hovedsagelig involverede amerikanske og japanske universiteter, der udførte den første (suborbitale) opsendelse den 11. september samme år, og fortsatte hvert år.

## Konstruktion
Alle CanSats har nogle hovedelementer til fælles:
Batteri
Batteriet leverer strøm til drift af alle elektriske systemer; i dag er det mest almindeligt at anvende lithiumpolymerbatterier (LiPo) på grund af deres ydeevne og vægtforhold, men i princippet kan alle batterityper anvendes.
Mikrocontroller
CanSattens hjerne, der modtager data fra sensorer, pakker dem sammen, og sender dem til radioen, holder øje med alle systemers helbred, og evt. modtager telekommandoer og udfører dem. Typisk anvendes Arduino, herunder Uno, Nano, Mega og Pro Mini, men i dag ses i stigende grad Teensy eller ESP32. Raspberry Pi anvendes meget sjældent pga. dens høje strømforbrug.
Sensorer
Mange forskellige sensortyper kan indgå i en CanSat, men det mest almindelige (og minimale) er måling af lufttryk og temperatur. Især er det nyttigt at måle lufttrykket, da det kan anvendes til at foretage en temmelig nøjagtig bestemmelse af højden. Typisk anvendes temperatur- og trykmålere som BMP085 eller BMP180. Af andre sensortyper kan nævnes:
- Accelerometer - måling af acceleration i x-, y- og z-aksernes retninger (f.eks. MPU-6050),
- Gyroskop - måling af rotation omkring x-, y- og z-akserne (f.eks. MPU-6050),
- Magnetometer - måling af magnetfeltet i x-, y- og z-aksernes retninger (f.eks. HMC5883L)
- GPS - bestemmelse af længdegrad, breddegrad, højde og tid (f.eks. ublox NEO-6M)
- Kamera - til optagelse af billeder og/eller film under nedstigningen.

## Konkurrencer
CanSat-konkurrencer afholdes mange lande - i Europa er den europæiske CanSat-konkurrence organiseret af ESERO, som er ESAs uddannelsesafdeling.

### Danmark
Den danske CanSat-konkurrence har været afholdt næsten hvert år siden 2010 med deltagelse fra gymnasier (STX og HTX) over hele Danmark. Konkurrencen har de seneste år været arrangeret af ESERO Danmark, og vinderne er hvert år gået videre til den europæiske CanSat-konkurrence, undtagen i 2014, hvor SG Can Science fra Silkeborg Gymnasium først deltog i den europæiske konkurrence året efter, hvor de vandt tredjepladsen i den avancerede kategori for at have etableret tovejskommunikation med CanSatten.

#### Vindere
| År   | Gymnasium                      | Team                                  |
| ---- | ------------------------------ | ------------------------------------- |
| 2010 | Nørresundby Gymnasium og HF    | 2009x CanSat                          |
| 2011 | (Ikke afholdt)                 |                                       |
| 2012 | Haderslev Katedralskole        | Stella Nova Viking Red One (SNoViR I) |
| 2013 | Rønde Gymnasium                | Team Obi-Wan Canobi                   |
| 2014 | Silkeborg Gymnasium            | SG Can Science                        |
| 2015 | Rønde Gymnasium                | AnaCAN Skywalker                      |
| 2016 | Aalborg Katedralskole          | Schrödinger's Cat                     |
| 2017 | Aarhus Tech                    | Yes We CanSat                         |
| 2018 | Rønde Gymnasium                | AnaCAN Skywalker                      |
| 2019 | Teknisk Gymnasium, Skanderborg | Danish Cans                           |
| 2020 | (Ikke afholdt)                 |                                       |
| 2021 | Rønde Gymnasium                | Team Oersted                          |
| 2022 | Syddjurs Gymnasium             | CanDace                               |
| 2023 | Aalborg Katedralskole          | KatSat                                |
| 2024 | (Ikke afholdt)                 |                                       |
| 2025 | Syddjurs Gymnasium             | SplatSat                              |

### Europa
Den europæiske CanSat-konkurrence afholdes af ESA, og den er primært for gymnasieelever. Det er en konkurrence, hvor hver CanSat skal opfylde de traditionelle volumenkrav og ikke overstige 350 gram masse; dertil kommer andre krav til f.eks. flyvetid og budget, ud over at måle tryk og temperatur, og transmittere disse data i realtid. Bortset fra dette skal CanSat-missionen indeholde en sekundær mission af eget valg.
Den europæiske CanSat-konkurrence har været afholdt i Spanien, Holland, Portugal, Tyskland og Norge.

## Links
ESERO Danmarks side om den danske CanSat-konkurrence